# Gina Lückenkemper
Gina Lückenkemper (* 21. November 1996 in Hamm, Nordrhein-Westfalen) ist eine auf den Sprint spezialisierte deutsche Leichtathletin. Ihre bislang größten sportlichen Erfolge erzielte sie 2022 mit Gold im 100-Meter-Lauf und der 4-mal-100-Meter-Staffel bei den Europameisterschaften in München und Staffelbronze bei den Weltmeisterschaften in Eugene und den Olympischen Spielen in Paris.

## Leben
Lückenkemper wuchs in Soest auf. 2016 machte sie Abitur am Conrad-von-Soest-Gymnasium. Lückenkemper studiert Wirtschaftspsychologie an der Ruhr-Universität Bochum.
Als Mitglied des Nachwuchselite-Teams der Sportstiftung NRW wird sie seit 2014 gefördert. Seit 2022 lebt sie bei ihrem Freund im oberfränkischen Bamberg.

## Sportliche Karriere

### 2003–2015: Jugendzeit und erste internationale Erfolge
Lückenkemper begann nach ihrer Angabe mit sieben Jahren das Laufen. Erste Erfahrungen auf den Mittelstrecken sammelte Lückenkemper beim TuS Ampen. Sie wurde mit zwölf Jahren Zweite der Frauenklasse auf der 5-Kilometer-Strecke des Silvesterlaufes von Werl nach Soest. 2009 wechselte sie zum LAZ Soest und zu Trainer Harald Bottin. Nachdem sie zunächst gute Leistungen im Hochsprung gezeigt hatte, kam 2011 der Durchbruch mit dem Wechsel von der 75-Meter-Strecke auf die 100 Meter.
2012 startete Lückenkemper erstmals international. Bei den Juniorenweltmeisterschaften (U20) in Barcelona war sie mit 15 Jahren die jüngste Teilnehmerin und schaffte es bis ins Halbfinale. 2013 erreichte sie bei den Jugendweltmeisterschaften (U18) in Donezk auf den 200 Metern den fünften Platz. 2014 wurde sie auf der halben Stadionrunde bei den Juniorenweltmeisterschaften (U20) in Eugene (Oregon) Achte und gewann mit der deutschen 4-mal-100-Meter-Staffel mit Lisa Marie Kwayie, Lisa Mayer und Chantal Butzek die Bronzemedaille.
2015 wechselte Lückenkemper den Trainer und wurde fortan von Uli Kunst trainiert. Im selben Jahr wurde sie bei den Junioreneuropameisterschaften (U20) in Eskilstuna Europameisterin auf der 200-Meter-Strecke. Bei den Frauen schaffte Lückenkemper die Norm über 100 Meter für die Weltmeisterschaften in Peking. Mit 11,34 s verpasste sie knapp das Halbfinale. Mit der deutschen 4-mal-100-Meter-Staffel schaffte sie auf Position drei laufend mit Rebekka Haase, Alexandra Burghardt und Verena Sailer den fünften Platz.

### 2016–2017: Deutsche Meistertitel und Olympische Spiele in Rio de Janeiro

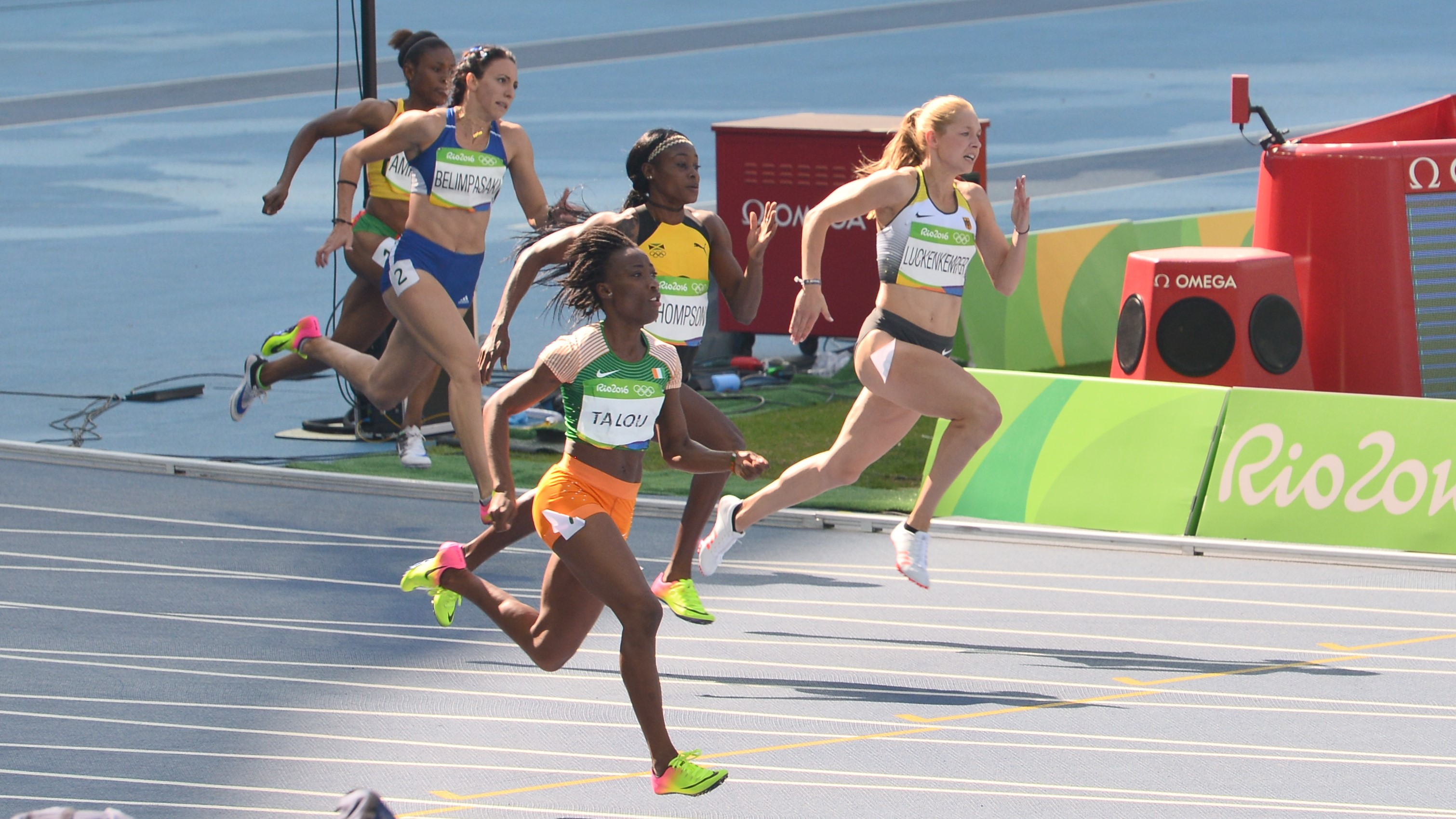
Die 19-jährige Lückenkemper im 4. Vorlauf über 200 Meter bei den Olympischen Spielen 2016 in Rio de Janeiro

2016 erfüllte Lückenkemper Mitte Mai beim Sprinter- und Läufer-Meeting in Herzogenaurach die Olympianorm über 100 Meter, Anfang Juni in Regensburg über 200 Meter. In Kassel wurde sie Deutsche Meisterin über 200 Meter und sicherte sich somit wegen der erreichten Norm die Teilnahme an den Olympischen Spielen 2016 in Rio de Janeiro. In Amsterdam gewann sie bei den Europameisterschaften über 200 Meter die Bronzemedaille, ebenso mit der Sprintstaffel. Bei den Olympischen Spielen belegte sie mit der deutschen 4-mal-100-Meter-Staffel den vierten Platz. Im 200-Meter-Lauf erreichte sie die Halbfinalrunde.
2017 wurde sie in Leipzig mit persönlicher Bestleistung von 7,14 s Deutsche Hallenmeisterin über 60 Meter und qualifizierte sich für die Halleneuropameisterschaften in Belgrad.
Einen weiteren Meistertitel holte sie ebenfalls in Bestzeit von 1:35,41 min mit der Staffel über 4-mal 200 Meter. Im April gewann Lückenkemper gemeinsam mit Lara Matheis, Tatjana Pinto und Rebekka Haase die Silbermedaille in der 4-mal-200-Meter-Staffel in einer Zeit von 1:30,68 min bei den IAAF World Relays 2017 auf den Bahamas. Die Mannschaft setzte sich dabei knapp gegen das Team aus den USA durch. Auf den Start in der später siegreichen 4-mal-100-Meter-Staffel der deutschen Frauen verzichtete die eigentlich fest gesetzte Sprinterin anschließend aufgrund einer Erkältung. Im nordfranzösischen Villeneuve-d’Ascq in der Metropolregion Lille wurde Lückenkemper Team-Europameisterin, beim 100-Meter-Lauf belegte sie den zweiten Platz und siegte mit der 4-mal-100-Meter-Staffel. In Erfurt holte sie im 100-Meter-Lauf in 11,10 s den Deutschen Meistertitel. Den Vorlauf hatte sie trotz eines Stolperers in der Startphase mit persönlicher Bestleistung von 11,01 s gewonnen.
Bei den Weltmeisterschaften in London lief sie mit neuer persönlicher Bestleistung von 10,95 s die schnellste Zeit aller Vorläufe und ist damit nach sechs DDR-Sprinterinnen die insgesamt siebte deutsche Sprinterin, die unter elf Sekunden blieb. Als bisher letzte Deutsche war Katrin Krabbe mit 10,99 s (Zwischenlauf: 10,91 s) bei ihrem WM-Titel 1991 in Tokio unter elf Sekunden gelaufen. Im anschließenden Halbfinale wurde Lückenkemper Sechste. Mit der 4-mal-100-Meter-Staffel wurde Lückenkemper bei den Weltmeisterschaften in London zusammen mit Tatjana Pinto, Lisa Mayer und Rebekka Haase Vierte.

### 2018–2021: Vizeeuropameisterin und COVID-19-Pandemie

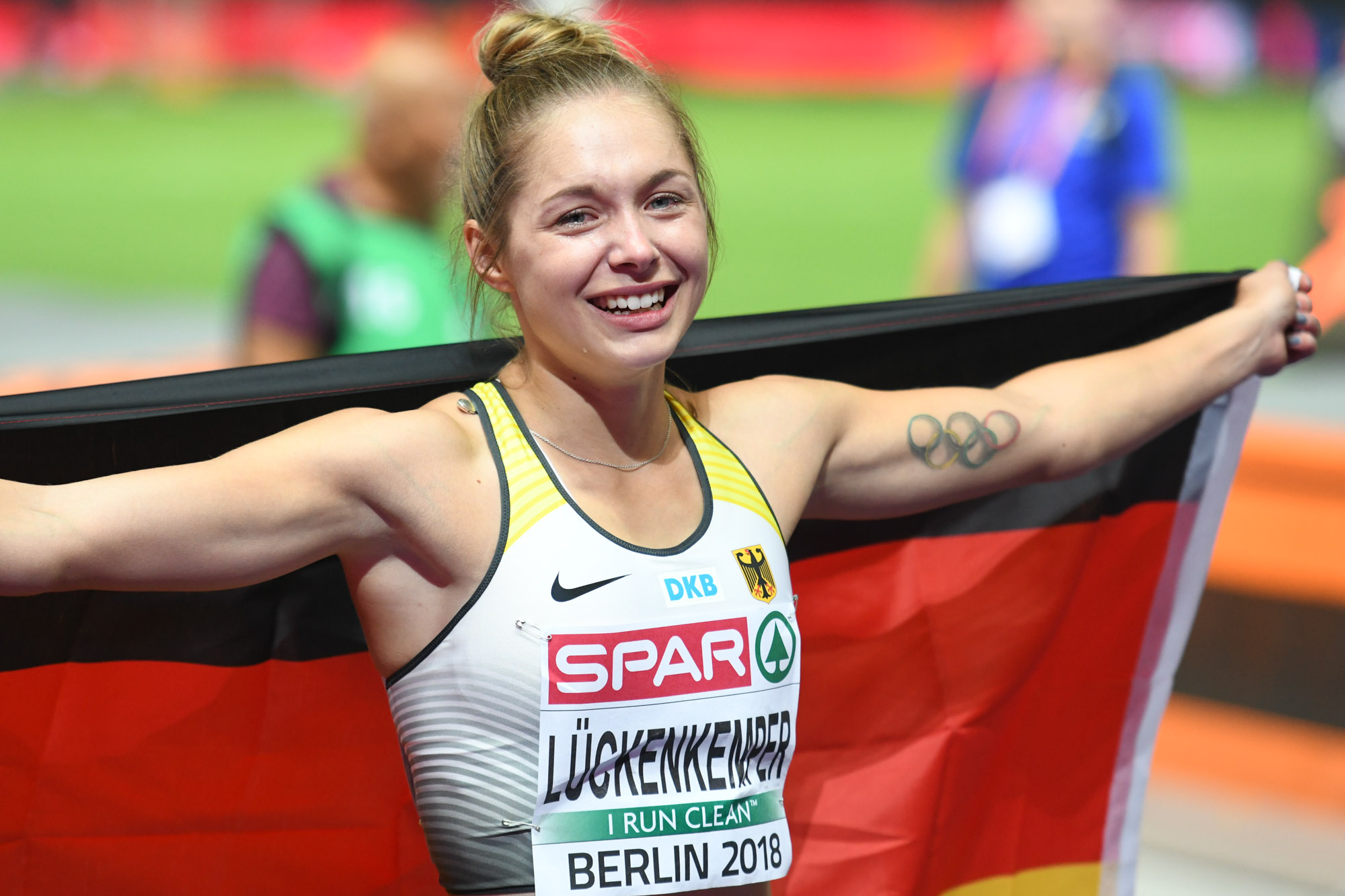
Lückenkemper nach dem Gewinn der Silbermedaille bei den Europameisterschaften 2018 in Berlin

2018 konnte Lückenkemper wegen einer nicht komplett überstandenen Reizung im Iliosakralgelenk ihren Titel bei den Deutschen Hallenmeisterschaften 2018 in Dortmund nicht verteidigen. In der Freiluftsaison verteidigte sie ihren Deutschen Meistertitel in Nürnberg über 100 Meter und wurde in der 4-mal-100-Meter-Staffel des TSV Bayer 04 Leverkusen mit Yasmin Kwadwo, Jennifer Montag und Mareike Arndt Vizemeisterin. Bei den Europameisterschaften in Berlin erreichte sie mit der Silbermedaille im 100-Meter-Finale ihren bis dato größten Erfolg. Sie musste sich nur Dina Asher-Smith aus Großbritannien geschlagen geben. Zuvor war sie im Halbfinale mit 10,98 s einen europäischen U23-Rekord gelaufen, den sie im Finallauf einstellte und damit zum dritten Mal unter elf Sekunden blieb. In der Sprintstaffel erreicht sie mit Tatjana Pinto, Lisa Marie Kwayie und Rebekka Haase Bronze. In diesem Jahr wurde Lückenkemper zur Leichtathletin des Jahres gewählt.
2019 plante sie keine richtige Hallensaison, da sie erst Anfang Oktober bei den Weltmeisterschaften fit sein müsse und sie ohnehin kein großer Fan der Hallensaison sei, weil ihr die 60 Meter zu kurz sind. In der Freiluftsaison wurde Lückenkemper Deutsche Vizemeisterin in Berlin über 100 Meter.
Bei den Weltmeisterschaften in Doha schied sie beim 100-Meter-Lauf im Halbfinale aus. Mit der 4-mal-100-Meter-Staffel erreichte sie den Finallauf. Dort belegte sie zusammen mit Jessica-Bianca Wessolly, Yasmin Kwadwo und Lisa-Marie Kwayie den fünften Platz. Im November schloss sich Lückenkemper mit Blick auf die Olympischen Spiele in Tokio der Trainingsgruppe von Lance Brauman in Clermont (Florida) an.
2020 konzentrierte sich Lückenkemper im Olympiajahr ganz auf die Freiluftsaison und trainierte dafür weiterhin in Florida.
Die COVID-19-Pandemie durchkreuzte nicht nur ihre Pläne. Mit Trainingsrückstand und einer Muskelverletzung, die sie sich im Juni zugezogen hatte, startete Lückenkemper nur verhalten in die verspätet gestartete Freiluftsaison.
2021 bestritt sie keine Hallensaison und schloss sich zur Vorbereitung auf die Freiluftsaison Mitte Februar wieder ihrer Trainingsgruppe in den USA an.
Bei den Olympischen Spielen war sie form- und verletzungsbedingt Ersatzläuferin.

### 2022–2023: Doppeleuropameisterin und Deutschlands Sportlerin des Jahres

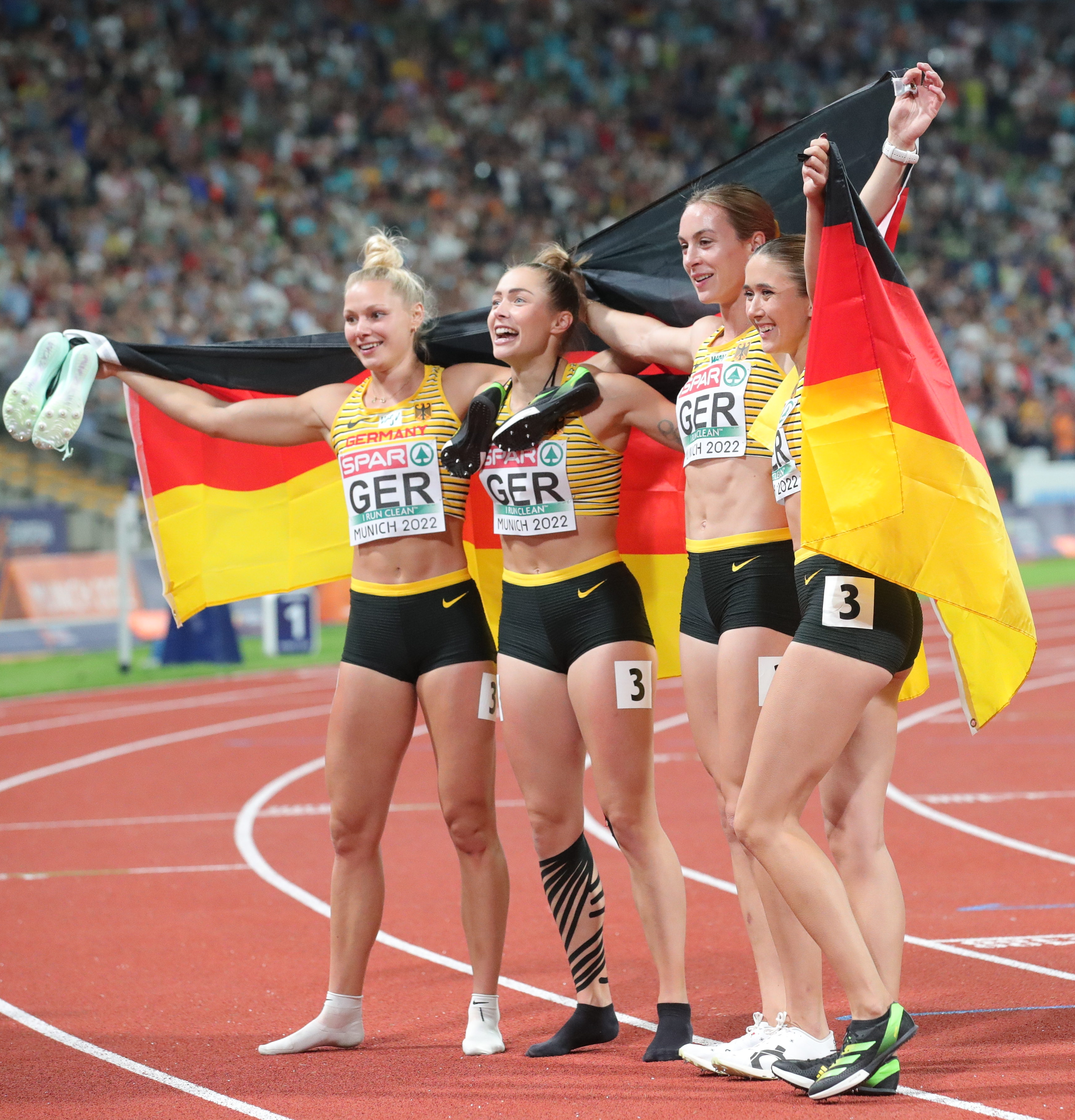
Gina Lückenkemper zusammen mit Lisa Mayer, Alexandra Burghardt und Rebekka Haase nach dem Gewinn der Goldmedaille im 4 × 100 m bei den Europameisterschaften 2022 in München.

2022 im Juni wurde Lückenkemper in Berlin über 100 Meter in 10,99 s Deutsche Meisterin, sie erreichte das erste Mal seit 2018 bei einem Wettkampf wieder eine Zeit unter elf Sekunden. Diese Zeit lag nur vier Hundertstel über ihrer persönlichen Bestzeit. Einen Monat später gewann sie bei den Weltmeisterschaften in Eugene die Bronzemedaille mit der 4-mal-100-Meter-Staffel (Tatjana Pinto, Alexandra Burghardt, Lückenkemper, Rebekka Haase).
Im 100-Meter-Lauf der Europameisterschaften 2022 in München holten Lückenkemper und die neben ihr laufende Britin Daryll Neita die Schweizerin Mujinga Kambundji auf der Ziellinie ein. Die Fotoauswertung sah Lückenkemper in 10,99 s vor der zeitgleichen Schweizerin als neue Europameisterin. Wenige Tage später folgte der zweite Europameistertitel in der 4-mal-100-Meter-Staffel (Alexandra Burghardt, Lisa Mayer, Lückenkemper, Rebekka Haase). Lückenkempers Einsatz in der Staffel war bis kurz vor dem Rennen fraglich gewesen, weil sie im Ziel des 100-Meter-Finales gestürzt war und sich eine tiefe Wunde am Knie zugezogen hatte, die noch in derselben Nacht mit acht Stichen genäht werden musste. Im Dezember desselben Jahres wurde Lückenkemper zu Deutschlands Sportlerin des Jahres gewählt.
Am 8. Juli 2023 startete Lückenkemper bei den Deutschen Meisterschaften in Kassel. Das Finale im 100-Meter-Lauf gewann sie mit deutlichem Vorsprung vor Chelsea Kadiri und Sina Mayer in einer Zeit von 11,03 s und sicherte sich die Goldmedaille. Einen Tag später gewann Lückenkemper zusammen mit Leonie Kluwig, Michelle Janiak und Nadine Reetz für den SCC Berlin mit der 4-mal-100-Meter-Staffel ihre zweite Goldmedaille bei den Meisterschaften.
Bei den Weltmeisterschaften in Budapest im August 2023 schied Lückenkemper beim 100-Meter-Lauf im ersten Halbfinale aus.

### Seit 2024: Staffelbronze bei den Olympischen Spielen in Paris
Bei den Europameisterschaften in Rom im Juni 2024 trat Lückenkemper im 100-Meter-Lauf und in der 4-mal-100-Meter-Staffel an. Im 100-Meter-Lauf erreichte sie das Finale und belegte dort in einer Zeit von 11,07 s den fünften Platz. Gemeinsam mit Sophia Junk, Nele Jaworski und Rebekka Haase belegte die 4-mal-100-Meter-Staffel in einer Zeit von 42,61 s den vierten Platz. Am Ende des Monats nahm Lückenkemper an den Deutschen Meisterschaften in Braunschweig teil. Im 100-Meter-Lauf sicherte sie sich die Goldmedaille in einer Zeit von 11,04 s. In der 4-mal-100-Meter-Staffel belegte sie gemeinsam mit Vanessa Hammerschmidt, Michelle Janiak und Nadine Reetz den dritten Platz und holte sich die Bronzemedaille.
Bei den Olympischen Spielen in Paris trat Lückenkemper mit der deutschen 4-mal-100-Meter-Staffel der Frauen in der Besetzung Alexandra Burghardt, Lisa Mayer, Gina Lückenkemper und Rebekka Haase an. Dieses Quartett war bereits beim Gewinn der Europameisterschaft 2022 erfolgreich gewesen. Als dritte Läuferin des Teams übernahm Lückenkemper den Staffelstab von Lisa Mayer und absolvierte ihren Abschnitt in 9,89 s, was die schnellste Zeit unter allen Athletinnen im Finale darstellte. Sie übergab den Staffelstab in Führung liegend an Schlussläuferin Rebekka Haase. Trotz des knappen Vorsprungs musste sich Haase im letzten Abschnitt der starken Konkurrenz aus den USA und Großbritannien geschlagen geben, sicherte dem deutschen Team aber die Bronzemedaille in einer Zeit von 41,97 s.
Lückenkemper trat zuvor bereits im 100-Meter-Lauf an und erreichte das Halbfinale, schied dort allerdings mit 11,09 s als Fünfte aus.
Lückenkemper beendete die Saison mit einem Sieg über 100 Meter beim ISTAF in Berlin. Sie stellte dabei mit 10,93 s eine neue persönliche Bestzeit auf, die ihre bisherige Marke aus dem Jahr 2017 unterbot.
Bei den Deutschen Meisterschaften 2025 in Dresden sicherte sich Lückenkemper ihre sechste nationale Meisterschaft im 100-Meter-Sprint. Sie gewann das Finale mit einer Zeit von 11,17 s, vor Sophia Junk und Sina Mayer.

## Vereinszugehörigkeiten und Trainer
Lückenkemper war zunächst beim TUS Ampen und wechselte 2009 zum LAZ Soest. Ab dem 1. Januar 2016 trat sie für die LG Olympia Dortmund an. Im Jahr 2018 startete Lückenkemper für den TSV Bayer 04 Leverkusen, 2019 wechselte sie auf Grund eines Ausrüsterwechsels in Leverkusen zum SCC Berlin. Ende 2019 verkündete Lückenkemper das Ende ihrer Zusammenarbeit mit ihrem langjährigen Trainer Uli Kunst und trainiert fortan mit der Trainingsgruppe des US-Coach Lance Brauman in Clermont, Florida.

## Auszeichnungen
- 2014, 2016: Sportlerin des Jahres des Kreises Soest
- 2015, 2017: Felix-Award als beste Nachwuchssportlerin Nordrhein-Westfalens
- 2018: Deutschlands Leichtathletin des Jahres[41]
- 2022: Sportlerin des Monats August[42]
- 2022: Berlins Sportlerin des Jahres[43]
- 2022: Deutschlands Sportlerin des Jahres
- 2022: Bayerischer Sportpreis in der Kategorie Bayerischer Sommertraum des Jahres für ihre Auftritte bei den Europameisterschaften 2022 in München[44]
- 2024: Silbernes Lorbeerblatt[45]
- 2024: Bayerischer Verfassungsorden[46]

## Bestleistungen
(Stand: 25. Juli 2022)

Halle
- 60 m: 7,11 s 21. Januar 2018 in Dortmund
- 200 m: 23,69 s 1. März 2014 in Halle (Saale)
- 4 × 200 m: 1:35,41 min 19. Februar 2017 in Leipzig

Freiluft
- 100 m: 10,93 s (+1,0 m/s) 1. September 2024 in Berlin (ISTAF)
- 200 m: 22,67 s (0,0 m/s) 5. Juni 2016 in Regensburg
- 4 × 100 m: 41,62 s 29. Juli 2016 in Mannheim
- 4 × 200 m: 1:30,68 min 22. April 2017 in Nassau (Bahamas)

## Rekorde
- deutscher U18-Hallenrekord am 2. März 2013 in Ancona in Italien beim Hallenländerkampf 200 m/23,89 s
- europäischer U23-Rekord am 7. August 2018 in Berlin bei den Europameisterschaften 100 m/10,98 s

## Erfolge
National
- 2011: 4. Platz Deutsche U18-Meisterschaften (200 m)
- 2011: 7. Platz Deutsche U18-Meisterschaften (100 m)
- 2012: 4. Platz Deutsche U20-Hallenmeisterschaften (200 m)
- 2012: Deutsche U18-Meisterin (200 m)
- 2012: 3. Platz Deutsche U18-Meisterschaften (100 m)
- 2013: Deutsche U20-Hallenmeisterin (200 m)
- 2013: Deutsche U18-Meisterin (200 m)
- 2013: Deutsche U18-Vizemeisterin (100 m)
- 2014: Deutsche U20-Hallenmeisterin (200 m)
- 2014: Deutsche U23-Meisterin (200 m)
- 2016: Deutsche Meisterin (200 m)
- 2017: Deutsche Hallenmeisterin (60 m und 4 × 200 m)
- 2017: Deutsche Meisterin (100 m)
- 2017: Deutsche Vizemeisterin (4 × 100 m)
- 2018: Deutsche Meisterin (100 m)
- 2018: Deutsche Vizemeisterin (4 × 100 m)
- 2019: Deutsche Vizemeisterin (100 m)
- 2022: Deutsche Meisterin (100 m)
- 2023: Deutsche Meisterin (100 m)
- 2023: Deutsche Meisterin (4 × 100 m)
- 2024: Deutsche Meisterin (100 m)
- 2024: 3. Platz Deutsche Meisterschaften (4 × 100 m)
- 2025: Deutsche Meisterin (100 m)

International
- 2012: Sieg beim U20-Hallenländerwettkampf Ger/Fra/Ita über 200 Meter in Val de Reuil
- 2012: Halbfinale U20-Weltmeisterschaften (200 m)
- 2013: Sieg beim U20-Hallenländerwettkampf Ger/Fra/Ita über 200 Meter in Ancona
- 2013: 5. Platz U18-Weltmeisterschaften (200 m)
- 2014: Sieg beim U20-Hallenländerwettkampf Ger/Fra/Ita über 200 Meter in Halle (Saale)
- 2014: 8. Platz U20-Weltmeisterschaften (200 m)
- 2014: 3. Platz U20-Weltmeisterschaften (4 × 100 m)
- 2015: U20-Europameisterin (200 m)
- 2015: 5. Platz Weltmeisterschaften (4 × 100 m)
- 2016: 3. Platz Europameisterschaften (200 m)
- 2016: 4. Platz Olympische Spiele (4 × 100 m)
- 2017: Team-Europameisterin
- 2017: 1. Platz Team-Europameisterschaft (4 × 100 m)
- 2017: 2. Platz Team-Europameisterschaft (100 m)
- 2017: 4. Platz Weltmeisterschaften (4 × 100 m)
- 2018: Vizeeuropameisterin (100 m)
- 2018: 3. Platz Europameisterschaften (4 × 100 m)
- 2019: 5. Platz Weltmeisterschaften (4 × 100 m)
- 2019: Halbfinale Weltmeisterschaften (100 m)
- 2022: 3. Platz Weltmeisterschaften (4 × 100 m)
- 2022: 1. Platz Europameisterschaften (100 m und 4 × 100 m)
- 2024: 3. Platz Olympische Spiele (4 × 100 m)

## Videos, Podcasts

### Sportveranstaltungen
- 2018: European Athletic Association: Women's 100m Final | Berlin 2018 auf YouTube, 31. Mai 2020, abgerufen am 6. Juli 2023 (englisch; Finallauf zu Silber bei den Europameisterschaften 2018).
- 2022: European Athletic Association: Women's 100m Final | Munich 2022 | Gina Luckenkemper auf YouTube, 20. August 2022, abgerufen am 6. Juli 2023 (englisch; Finallauf zu Gold bei den Europameisterschaften 2022).
- 2022: European Athletic Association: Women's 4x100m Relay Final | Munich 2022 | Germany auf YouTube, 13. August 2024, abgerufen am 23. August 2022 (englisch; Staffellauf zu Gold bei den Europameisterschaften 2022).
- 2024: Olympics: Women's 4x100m Final | Paris Champions auf YouTube, 13. August 2024, abgerufen am 13. August 2024 (englisch; Staffellauf zu Bronze bei den Olympischen Spielen 2024).

### Dokumentationen, Podcasts
- 2024: Sybille Koller: Gina Lückenkemper: Im Eiltempo zum Ziel - Leichtathletik-EM Rom 2024 in der ZDF-Mediathek. Video (21 Min.), abrufbar bis 31. Dezember 2028
- 2025: Friederike Schürheck: Sprinterin Gina Lückenkemper - Wie viel Verzicht braucht Welt-Erfolg? In: Sportschau F – Inspirierende Frauen aus dem Sport auf Sportschau vom 15. Juni 2025, ARD Audiothek, abgerufen am 15. Juni 2025.